# Histoire du Gabon

Afrique centrale

Situation du Gabon

Carte simplifiée du Gabon

Les premières traces d'occupation humaine au Gabon remontent à 400 000 ans,,,.
Les premiers habitants du Gabon, Pygmées puis peuples bantous, ne sont connus que par transmission orale de l'information.
Avec l'arrivée des navigateurs portugais, au XVe siècle, on commence à disposer de témoignages écrits sur les populations côtières. Pendant trois siècles, la vie du Pongo fut rythmée par la traite des esclaves entre tribus côtières et marchands européens (Portugais et Hollandais, notamment).
Au XIXe siècle, la France occupe progressivement le pays, à partir de l'estuaire du Komo et de l'embouchure de l'Ogooué, à la suite de l'action d'explorateurs tels que Victor de Compiègne, Alfred Marche, Pierre Savorgnan de Brazza.
Le Gabon fut une colonie de l'Afrique-Équatoriale française jusqu'à son indépendance en 1960. De 1967 à 2009, il est dirigé par un même président, Omar Bongo, qui bénéficie de l'exploitation des diverses ressources naturelles du pays.

## Avant 1500: les anciens Africains

### Préhistoire
On peut attester d'un peuplement préhistorique du Gabon. Des pierres travaillées ont été découvertes dans la région de la Lopé, datées de 400 000 ans. Des haches et des pointes de flèches datant de l'âge de pierre, environ 10 000 ans avant notre ère, ont également été trouvées dans le Moyen-Ogooué et dans le sud. Des dessins gravés sur roche près du cap Lopez ont été datés de plus de 8 000 ans. Des traces d'activités humaines de l'âge du fer montrent la continuité du peuplement de la zone.

### Protohistoire
Pour l'époque historique, les premiers habitants du Gabon sont des Pygmées émigrés d'Afrique centrale. Ils ont été poussés par les migrations bantoues qui, à leur tour, peuplent le Gabon du XIe siècle au XIXe siècle. L’histoire du pays avant l’arrivée des Européens est une panoplie de récits de chasse, de pêche, de cueillette mais aussi d’agriculture et de guerre des différentes ethnies. Les Mpongwés et les Oroungous occupent les côtes tandis que les Lumbus exploitent le sel et que les Ungom (Akélé) et les Nzebi (Bandjabi) sont connus pour être de hardis chasseurs d’éléphants. Les dernières vagues migratoires sont faites par les Fang (M’fan) qui constituent aujourd'hui le tiers de la population gabonaise.
Étudier le Gabon ancien n'est pas facile, faute de témoignage écrit. Les traditions orales des différents peuples ne sont pas faciles à interpréter, notamment quant à déterminer la part de la réalité et de l'imagination dans les divers mythes. En outre, le climat équatorial et la nature des sols ne permettent pas une bonne conservation des restes humains et des traces de leurs activités. Néanmoins, il reste probablement des découvertes à faire.

## De 1472c à 1840c: commerce, esclavage et traite

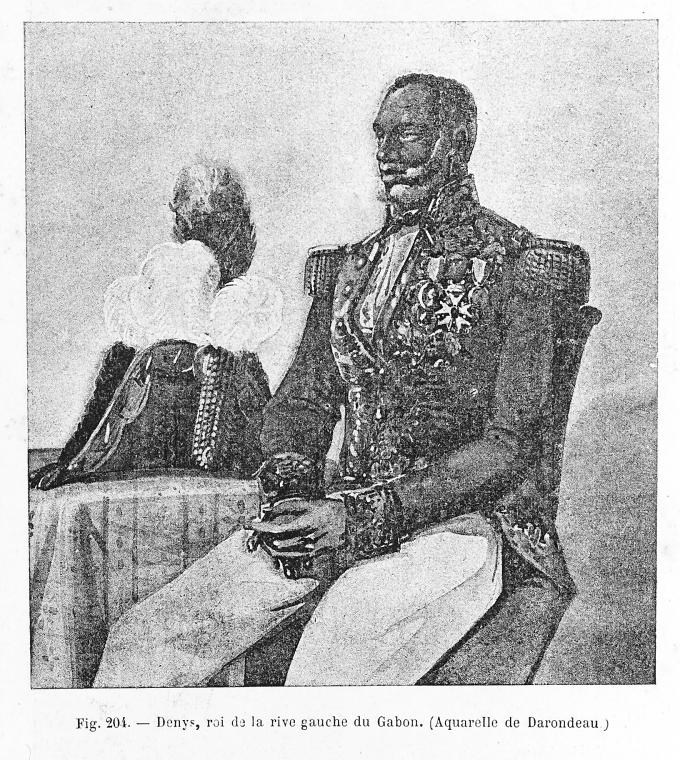
Denys, roi de la rive gauche du Gabon

Les Portugais Joao de Santarem et Pedro Escobar et Don Henrique (fils du roi du Portugal) furent les premiers Européens à accoster au Gabon, en 1472, sur les bords du Komo. L'estuaire de ce fleuve en forme de caban, un manteau de marin, en portugais gabâo, donna son nom au Gabon. En 1473, Lopo Gonçalves touche la pointe extrême de l'île Mandji, l'actuelle Port-Gentil, région à laquelle il donne son nom, le Cap Lopez. Lopo ou Lopez Gonçalvez, Fernan Vaz, Diego Cam reconnurent le rivage du Gabon. Lopo Gonçalves continue l'exploration du Gabon vers le Sud. Il est suivi par d'autres Portugais dont Fernao Vaz, qui donne son nom à la lagune Nkomi dans l'actuel département d'Etimbwé (Ogooué-Maritime). À leur suite, plusieurs autres nations européennes établissent des comptoirs sur les côtes. Des activités commerciales s'y développent et aussi bientôt, comme sur les autres côtes occidentales africaines, la traite des noirs mais aussi le commerce de l’ivoire ou du bois d’ébène. Les premiers esclaves capturés par les Portugais, dès le début du XVIe siècle, sont employés dans les plantations de canne à sucre de Sao Tomé avant que le commerce vers l'Amérique ne devienne prépondérant.
À cause des migrations internes en cours, le Gabon est à cette époque sur la voie d'un équilibrage démographique qui se trouve perturbé par les Européens. Ces derniers, pour alimenter la traite des noirs, capturent et achètent des esclaves à des chefs côtiers, lesquels assoient ainsi leur prédominance sur d'autres ethnies de l'intérieur du pays : période faste pour les ethnies côtières comme les Mpongwe et surtout les Oroungou qui se constituent un royaume dans les premières décennies du XIXe siècle. Ce commerce perdure, même après son interdiction, jusqu'au milieu du XIXe siècle.
Pendant cette période, les Européens ne cherchent pas à occuper le pays. Ils se contentent d'avoir des comptoirs permettant à leurs navires de mouiller en sécurité, d'embarquer les esclaves et les marchandises. Quand un pays européen installe un fortin, c'est davantage pour se protéger de ses concurrents que pour coloniser la région. À la fin du XVIe siècle, les Hollandais supplantent les Portugais. Mais ils ont un grave différend avec les chefs mpongwés de l'estuaire qui détruisent le fortin construit sur l'île de Corisco (1601). En 1698, une nouvelle querelle pousse les Hollandais à détruire plusieurs villages mpongwés.
Le royaume de Loango, fief du Manikongo, qui s'étend du Shiloango dans l'actuelle République du Congo à la pointe Kouango, dans l'actuelle province de la Nyanga, est alors un grand pourvoyeur d'esclaves. Une partie de ces infortunés est embarquée à bord des navires européens sur le site actuel de Mayumba.
Le centre de ce trafic est l'île de Pongo, du nom des Mpongwés, qui ferme l'embouchure du Como et que les occidentaux nomment Isle du Roi parce que le roi des Mpongwés y siège. Par métonymie, toute la région pourvoyeuse correspondant au Gabon actuel est également appelée Pongo sans pour autant avoir été jamais explorée par les navigateurs eux-mêmes.

## De 1839 à 1960: colonisation française

### De la conquête à l'indépendance

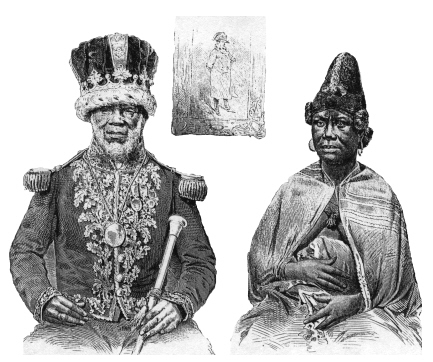
Le roi Denis Rapontchombo et sa femme.

Le 24 novembre 1837, le ministère français de la Marine prescrit au commandant de la station extérieure d'Afrique d'envoyer la canonnière-brick La Malouine, commandée par le lieutenant de vaisseau Louis Édouard Bouët-Willaumez, sur les côtes comprises entre la Gambie et l'estuaire du Gabon afin d'en reconnaitre les possibilités pour le commerce et de poursuivre les négriers. Bouët, secondé par le capitaine Broquant, délégué de la chambre de commerce de Bordeaux, embarquent dans La Malouine le 3 novembre 1838. Le 9 février 1839 est signée dans l'estuaire du Gabon la convention entre Bouët-Willaumez et Broquant d'une part et, de l'autre, le souverain mpongwe Denis Rapontchombo (1780c-1876), dit « le roi Denis », signant d'une croix et d'un rond en présence des princes Petit Denis et Dolingua. La convention prévoit une alliance défensive et offensive entre Denis et la France ainsi que la cession à la France de deux lieues de terres en partant de la pointe Sandy sur la rive gauche de l'estuaire du Gabon en échange de marchandises.
Un fortin, le poste d'Okolo, est établi en 1843 sur l'emplacement cédé par le souverain mpongwe Louis Ré-Dowé (?-1867) dit le « Roi Louis », établissant ainsi une présence française permanente à l'emplacement de la future capitale Libreville. Le 28 mars 1844, le roi Glass (?-1848) signe un traité avec le lieutenant de vaisseau Rodolphe Darricau. Le 1er avril est signé au poste français d'Okolo le traité général avec les chefs de l'estuaire, le roi Denis Rapontchombo (1780c-1876), Quaben, Georges, Louis, François (de l'île de Coniquet), Kringer, Datyngha, Petit-Denis et Quavène. Le poste d'Okolo reçoit probablement à cette date le nom de Fort d'Aumale. Enfin sont signés, par Rodolphe Darricau, les traités avec les chefs Cobangoï et Buschy le 6 juillet et le roi Passol le 7 juillet, qui se mettent sous la protection de la France, et avec les chefs de l'estuaire de Muni le 8 septembre. Il est avéré que les rois sont loin de se rendre compte de la portée de leur engagement.
La création de Libreville (1849) est liée à l'incident du navire négrier brésilien Elizia. À la suite de la capture de ce navire négrier plein d'esclaves au large des côtes de Loango, les autorités françaises décident de les regrouper dans un village, un peu à l'image de ce qui a eu lieu à Freetown. Ainsi, Libreville, nom choisi pour exprimer la liberté acquise par ces esclaves, est constituée à l'origine sur la base d'un peuplement de trente esclaves et constituera le fer de lance du processus d'occupation du territoire gabonais par les Français. À la suite de l'action d'explorateurs tels que le marquis Victor de Compiègne, son ami Alfred Marche, ou encore Pierre Savorgnan de Brazza, les accords avec les groupes de population intérieure se multiplient ainsi que les missions catholiques. En 1886, le Gabon fait partie intégrante de l'empire colonial français par le décret du 26 juillet.
Voici comment le Bulletin de la Société de géographie envisage la présence française au Gabon, en 1889 : « Pour les Européens, il ne saurait être question d’un long séjour dans la Gabonie. Les fatigues, les marches y sont dangereuses. Cette contrée ne peut donc pas devenir une colonie de peuplement ; tout au plus restera-t-elle une colonie de commerce. Actuellement le nombre de Français résidant au Gabon ne dépasse pas le chiffre de cinquante, abstraction faite, bien entendu, des marins et des fonctionnaires. »
La fixation des frontières du Gabon s'est faite progressivement, d'une part à cause de différends avec le Cameroun allemand, puis d'autre part du fait que, dans le cadre de l'Afrique-Équatoriale française, le Gabon a d'abord été rattaché au Congo français dont Libreville a été la capitale avant de céder la place à Brazzaville en 1910.
La population du Gabon travaille pour la puissance coloniale afin d'exploiter principalement ses ressources forestières. Lors de la construction de la ligne de chemin de fer Congo-Océan, les conditions de travail sont si dures qu'elles provoquent les premières grandes révoltes. Vient ensuite l'exploitation minière qui fut la cause du va-et-vient de la province du Haut-Ogooué entre le Congo et le Gabon en 1925 et 1946.
Pendant la Seconde Guerre mondiale, le Gabon ne veut d'abord pas se rallier à la France libre ; des Forces françaises libres venues du reste de l'Afrique française libre investissent le territoire en novembre 1940 et soutiennent les colons Gaullistes contre les vichystes pendant la campagne du Gabon, aboutissant au ralliement forcé du Gabon à la France libre. En 1946 le pays devient un territoire français d'outre-mer dans le cadre de l’Union française et envoie des députés à L’Assemblée nationale en France. En 1958, le Gabon devient une république autonome, et Léon Mba en est élu président.
En octobre 1958, la Communauté française étant nouvellement créée, le Conseil de gouvernement du Gabon, s'appuyant sur l'article 76 de la Constitution, demanda à devenir un département français. Léon Mba, président du Gabon, chargea Louis Sanmarco de présenter la demande auprès du gouvernement métropolitain. Reçu à Paris par le ministre de l'Outre-mer, Bernard Cornut-Gentille, Louis Sanmarco reçut cette réponse sans ambiguïté : « Sanmarco, vous êtes tombé sur la tête ? N’avons-nous pas assez des Antilles ? Allez, indépendance comme tout le monde! »
La réponse du ministre Cornut-Gentille reflétait la pensée du général de Gaulle, qui confia à Alain Peyrefitte : « Nous ne pouvons pas tenir à bout de bras cette population prolifique comme des lapins […]. Nos comptoirs, nos escales, nos petits territoires d’outre-mer, ça va, ce sont des poussières. Le reste est trop lourd. » Le général de Gaulle s'expliqua en ces termes sur l'« affaire gabonaise » : « Au Gabon, Léon M'Ba voulait opter pour le statut de département français. En pleine Afrique équatoriale ! Ils nous seraient restés attachés comme des pierres au cou d'un nageur ! Nous avons eu toutes les peines du monde à les dissuader de choisir ce statut. »
Dans Le Colonisateur colonisé, Louis Sanmarco explique : « Ce fut pour moi un vrai désastre, la fin des illusions, l’effondrement de tout ce qui avait été le support intellectuel de toute ma carrière, de toute ma vie. J’étais trop abattu, trop discipliné aussi, pour réagir comme j’aurais dû, faire appel de la décision du ministre au général de Gaulle ou à l’opinion elle-même, démissionner avec éclat, que sais-je ? J’avais cru, avec l’adhésion des Africains, atteindre l’apogée de ma carrière, et j’étais dans le trou, désavoué par une métropole qui ne voulait ni de la gloire que lui apportait cette adhésion ni des efforts qu’elle exigeait. À partir de là, comme gouverneur, je ne fis plus que me survivre, et il faudra que j’entame une deuxième carrière pour retrouver mon tonus. Qu’on m’imagine retournant à Libreville pour expliquer au Conseil de gouvernement que la solution souhaitée par la France c’était l’indépendance et non pas le département ! Je n’étais pas fier, et Léon Mba m’en voulut d’avoir échoué. Il avait raison. »

### Administration coloniale
Charles Noufflard (1906-1907). — Né à Louviers (département de l'Eure, France) où il exploita une usine d'apprêt de draps, Charles Noufflard (1872-1952) était en 1905 secrétaire général des colonies, et exerçait la fonction de lieutenant-gouverneur par intérim du Gabon. Amené à intervenir pour réprimer une révolte des Noirs qui avaient tué un collecteur d'impôts, il se rendit alors sur les lieux, sans escorte militaire, parlementa avec les mutins, et finit par les apaiser. Charles Noufflard devint gouverneur du Gabon de 1906 à 1907. Il fut par la suite gouverneur au Congo, aux Nouvelles-Hébrides, au Dahomey (aujourd'hui le Bénin) et au Togo.

## Premiers temps de l'indépendance, présidence Léon Mba (1960-1967)
Abandonnant sa demande de rattachement à la France, le Gabon accepte l'indépendance le 17 août 1960 et en 1961 Léon Mba (1902-1967), poussé par Charles de Gaulle, est élu président de la République indépendante.
En 1964, Mba essaie de frauder les élections pour se maintenir au pouvoir. Le 18 février 1964, il est renversé par l’armée gabonaise qui confie le pouvoir à son opposant Jean-Hilaire Aubame (1912-1989). Le 19 août 1964, l'armée française intervient pour remettre Mba au pouvoir. En 1967, alors que Léon Mba est atteint d'un cancer, Albert Bernard Bongo (1935-2009), directeur de cabinet de Mba, est choisi par Jacques Foccart, secrétaire général à la présidence de la République pour les affaires africaines et malgaches, avec l'accord du général de Gaulle qui l'a rencontré en 1965, pour lui succéder. À cette fin, le SDECE demande à Mba, alors agonisant, d'enregistrer un message radio désignant Bongo comme vice-président , avant de décéder le 28 novembre.
En janvier 1968, Bongo est reçu par de Gaulle à l'Elysée. En échange du soutien de l’Élysée, qui peut intervenir pour le destituer, Bongo consent à mettre à disposition de la France une partie des richesses du Gabon et en particulier son pétrole et son uranium, ressources stratégiques. Sur les questions de politique internationale, le Gabon s'aligne sur Paris. Le pays est utilisé comme base logistique par la sécession biafraise en 1968. C’est aussi depuis le Gabon que les mercenaires de Bob Denard tentent de déstabiliser le régime marxiste-léniniste du Bénin.

## Régime de parti unique: Omar Bongo (1968-1990)
Le 12 mars 1968, Omar Bongo (1935-2019) instaure un régime de parti unique avec la création du Parti démocratique gabonais (PDG). À partir de cette date et jusqu'en 1990, les activités de l'opposition sont cantonnées à l'étranger.
L'économie se développe autour de l'exploitation forestière (okoumé), minière (manganèse, uranium) et surtout pétrolière (Elf, sous la présidence de Giscard). L'exemple de développement d'infrastructures le plus marquant reste le Transgabonais.
Omar Bongo est reçu à l'Elysée par le président Georges Pompidou. En 1973, il se convertit à l'islam et prend pour prénom Omar, ce qui facilite l'adhésion du Gabon, l'année suivante, à l'Organisation des pays exportateurs de pétrole (OPEP) . L'État fortement centralisé assure, comme aujourd'hui, l'essentiel de l'emploi national grâce à la rente pétrolière.
En novembre 1982, une quarantaine d'opposants se réclamant du Morena (Mouvement de redressement national (en)) sont jugés pour atteinte à la sûreté de l'Etat : 13 sont condamnés à 20 ans de prison, mais amnistiés en 1986.
Bongo est reçu à nouveau à l'Elysée, en 1984, par François Mitterrand. Les revendications sociales et politiques se multiplient.
À la fin des années 1980, la chute du cours du pétrole plonge le Gabon dans une crise économique, incitant la population à multiplier les revendications sociales et politiques.
Malgré l'importante rente pétrolière, le politologue Thomas Atenga estime que « l’État rentier gabonais a fonctionné durant des années sur la prédation des ressources au profit de sa classe dirigeante, autour de laquelle s’est développé un capitalisme parasitaire qui n’a guère permis d’améliorer les conditions de vie des populations ».

## Années de braise: Omar Bongo (1990-1993)
Du 23 mars au 19 avril 1990, la Conférence nationale, dont l'organisation a été décidée à la suite du sommet de la Baule, rassemble les responsables politiques du gouvernement et de l'opposition pour trouver les voies vers une démocratisation du régime. Cette conférence nationale aboutit au rétablissement du multipartisme et ouvre une période, surnommée les « années de braise », qui se clôt avec la première élection présidentielle multipartite remportée par Omar Bongo en décembre 1993 avec 51 % des suffrages exprimés.
La mort suspecte, le 23 mai 1990, de l'opposant politique Joseph Redjembe déclenche des émeutes à Libreville mais surtout à Port-Gentil (incendies, pillages). La France intervient militairement pour « protéger ses ressortissants ».
En septembre-octobre 1990, les premières élections multipartites au Gabon aboutissent à la victoire du PDG, qui obtient la majorité absolue au Parlement.
Le 5 décembre 1993, la première présidentielle pluraliste est organisée. Omar Bongo est réélu face au père Paul Mba Abessole du Rassemblement national des bûcherons (RNB) avec 51,07 % des voix. Malgré les contestations (Paul Mba Abessole se proclame vainqueur des élections et nomme un Premier ministre tandis que des violences éclatent), la Cour constitutionnelle valide le résultat de l'élection le 13 décembre. Les émeutes qui suivent la proclamation de ces résultats sont durement réprimées. La contestation de ce dernier ne sera soldée qu'avec les « accords de Paris » entre majorité et opposition le 7 octobre 1994.
Le changement le plus notable depuis cette démocratisation est la multiplication des partis, dont l'opposition est toutefois neutralisée en leur offrant des postes ministériels (avec le PDG qui organise systématiquement la fraude sur fond de manque de transparence électorale) et la floraison de journaux d'opposition difficilement viables. Depuis lors, toutes les élections sont gagnées par le PDG et contestées par l'opposition.
Le quotidien des Gabonais n'évolue pas beaucoup, la situation économique se dégradant même vu que le secteur public se réduit sous la pression des bailleurs de fonds (FMI, Banque mondiale) alors que le secteur privé peine à se développer. Une conférence nationale se tient en mars-avril 1990. À l'issue de celle-ci, et de manifestations, d'importantes réformes politiques sont adoptées, dont la création d'un sénat national, la décentralisation des finances, la liberté de rassemblement et de la presse, l'abolition du visa de sortie obligatoire et le multipartisme. Les premières élections législatives multipartites en presque trente ans ont lieu en septembre-octobre 1990,.

## Période de l'opposition conviviale: Omar Bongo (2003-2009)
Après cette conférence nationale, dans le cadre d'élections où il n'est plus seul candidat, Omar Bongo est de nouveau élu en 1993, 1998 et 2005, quoique dans des conditions souvent contestées.
En février 1994, la dévaluation du franc CFA provoque des troubles sociaux à Libreville et Port Gentil, ainsi que le lancement d'une grève générale. Le président Jacques Chirac se rend à Libreville en 1996, en pleine affaire Elf. Au centre de l'affaire, la Fiba (French International Bank of Africa), qui appartenait à Elf, à la famille Bongo et à la République du Congo, et avait été créée en 1965 avec René Plas, gouverneur de la Banque européenne d'investissement et membre de la Grande Loge de France, avec deux autres banques : la Banque du Gabon et du Luxembourg (BGL) à Libreville et la Société internationale de banque. La Fiba est dirigée par Pierre Houdray et Jack Sigolet, qui travaillent tous deux chez Elf.
La Constitution est révisée le 18 avril 1997. Elle instaure un poste de vice-président et l'extension du mandat du président de 5 à 7 ans. Celle-ci sera suivie en 2003 d'une autre révision instaurant le scrutin à un seul tour et autorisant le chef de l'Etat à briguer plus de deux mandats.
En 2002, le pouvoir parvient à rallier une partie de l'opposition et entame avec cette dernière une forme de collaboration. Quatre opposants, dont Paul Mba Abessole, le principal adversaire d'Omar Bongo à l'élection présidentielle de 1993, entrent au gouvernement. Son parti, le Rassemblement pour le Gabon (RPG), rejoint le camp présidentiel en 2004. Parallèlement, en avril 2005, un ancien fidèle du président Bongo, Zacharie Myboto, crée un parti d'opposition, l'Union gabonaise pour la démocratie et le développement (UGDD).
Omar Bongo est réélu à l'élection présidentielle de 2005 à une majorité écrasante (79,18 %), même si ses deux principaux rivaux de l'opposition contestent la régularité du scrutin. Les élections législatives de 2006 sont également une écrasante victoire pour le camp présidentiel. En 2007 commencent les premières procédures sur les bien mal acquis, en lien avec la mobilisation à Libreville des acteurs de la société civile Georges Mpaga, Marc Ona (en) et Grégory Ngbwa Mintsa
. Omar Bongo décède le 7 juin 2009.

## Régime d'Ali Bongo (2009-2023)
Le 3 septembre 2009, Ali Bongo (1959-), ministre de la Défense et fils d'Omar Bongo Ondimba, devient le troisième président du Gabon, élu à l'occasion d'un scrutin majoritaire à un tour, avec 41,79 % des suffrages exprimés, soit environ 141 000 voix sur un total de 800 000 électeurs inscrits. Il devance Pierre Mamboundou, crédité de 25,64 % des voix, et André Mba Obame, le nouveau chef de l'opposition gabonaise et ancien ministre de l'Intérieur. Les résultats sont fortement contestés et à la suite des forts soupçons de fraude, des émeutes éclatent et sont violemment réprimées par les forces de l'ordre, fidèles au pouvoir.
Par la suite, plusieurs enquêtes attestèrent que les scores avaient été truqués. Dans un documentaire diffusé sur France 2 en décembre 2010, le diplomate Michel de Bonnecorse, ex-conseiller Afrique du président Jacques Chirac, confirmera cette version des faits. L’ambassadeur américain Charles Rivkin, dans un télégramme transmis en novembre 2009 à la secrétaire d’État, le confirme également : « octobre 2009, Ali Bongo inverse le décompte des voix et se déclare président » (le télégramme sera divulgué par WikiLeaks en février 2011).
Depuis, le président Bongo prône le concept de « Gabon émergent », politique visant notamment à la diversification de l'économie afin de diminuer sa dépendance aux cours mondiaux du pétrole. En 2018, cela ne s'est pourtant pas concrétisé, notamment du fait de la baisse des cours du pétrole et d'investissements peu judicieux, tandis que le chômage des jeunes reste élevé.
Le 31 août 2016, à la suite de nouvelles élections présidentielles, la commission électorale annonce qu'Ali Bongo remporte le scrutin à cinq mille voix près. L'opposition dénonce immédiatement ces résultats. Des émeutes encore plus violemment réprimées que celles de 2009 éclatent, avec comme point d'orgue l'attaque du quartier général de l'opposition par la garde présidentielle qui fait de nombreux morts. Le 24 septembre 2016, Ali Bongo est proclamé vainqueur par la Cour constitutionnelle avec 50,66 % des voix, suivi de Jean Ping avec 47,24 % des suffrages.
Le 2 février 2017, le Parlement européen adopte une résolution déclarant que les résultats de la présidentielle « manquent de transparence » et sont « extrêmement douteux ».
Le 7 janvier 2019, une unité de soldats mutinés, prétextant l'état de santé d'Ali Bongo, en convalescence après un accident vasculaire cérébral, prend brièvement le contrôle de Radio Gabon et transmet un appel au soulèvement, dans une apparente tentative de coup d'État. Cette insurrection échoue le même jour ; sur cinq mutins, deux sont tués et les autres arrêtés,. Le 12 janvier, un nouveau Premier ministre est nommé, Julien Nkoghe Bekalé. Le pouvoir gabonais connaît une guerre des clans au sommet. Les remaniements ministériels se succèdent entre janvier et décembre 2019, alors que l'incertitude demeure sur l'état de santé d'Ali Bongo,. Rose Christiane Ossouka Raponda est nommée première ministre en juillet 2020.
Le 30 août 2023, Un coup d'État militaire renverse le président Ali Bongo.

## Transition
Le 4 septembre 2023, Brice Oligui Nguema prête serment au palais du Bord de mer de Libreville en tant que président d'une transition, en présence des juges de la Cour constitutionnelle, du Premier ministre, de la vice-présidente et des présidents des deux chambres parlementaires sortants. Le 7 septembre 2023, il nomme Raymond Ndong Sima Premier ministre de cette transition.
Le 11 septembre 2023, Brice Oligui Nguema nomme l'ancien ministre de l'Intérieur et membre du Parti démocratique gabonais, Jean-François Ndongou, à la présidence de l'Assemblée nationale de la transition et Paulette Missambo, présidente de l'Union nationale et figure d'Alternance 2023, à la présidence du Sénat. La composition du gouvernement de transition est rendue publique le 11 septembre par le Premier ministre.
Le 19 octobre 2023, Brice Oligui Nguema renonce aux privilèges qu’offre son statut de président de la République, et notamment au salaire présidentiel, mais conserve son salaire de chef de la garde républicaine. Le 10 février 2024, il renonce à ses portefeuilles ministériels après une modification de la Charte de transition. La mesure permet la constitutionnalisation de la nomination de titulaires à ces ministères, et lève l'interdiction faite à Nguema de se présenter aux prochaines élections. Le 3 mars 2025, Brice Oligui Nguema annonce sa candidature à l'élection présidentielle de 2025.
L’élection présidentielle gabonaise de 2025 a lieu le 12 avril 2025 afin d'élire un nouveau président de la République gabonaise, et se traduit par la victoire de Brice Oligui Nguema qui succède ainsi aux Bongo père et fils, au pouvoir de début décembre 1967 au 30 août 2023.
Le 19 mai 2025, La cour de la justice internationale donne sa décision, que le titre légal sur les îles Mbanié, une île d’une trentaine d’hectares, et deux îlots plus petits, Cocotiers et Conga. était détenu par l’Espagne, qui l’a ensuite transmis à la Guinée équatoriale lorsque celle-ci est devenue indépendante en 1968, et non au Gabon.

## Galerie de personnalités politiques
Présidence :

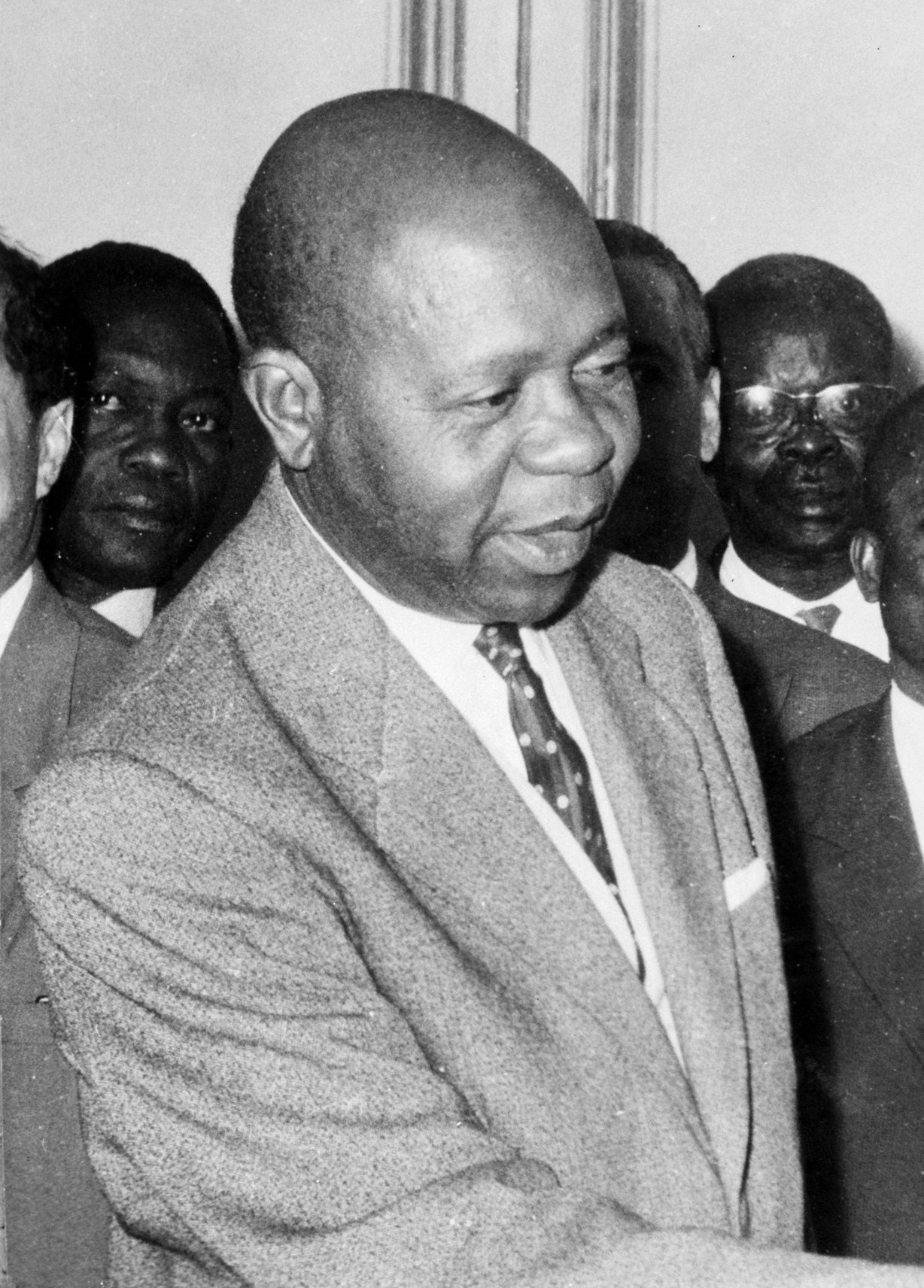
Léon Mba 1961-1967
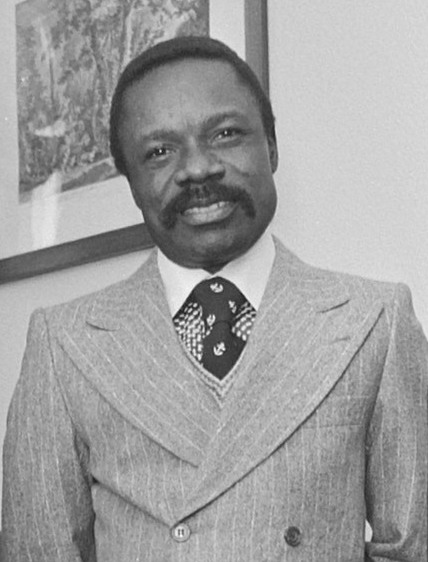
Omar Bongo 1967-2009
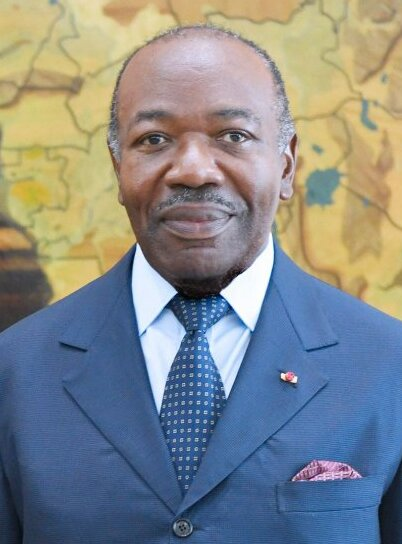
Ali Bongo 2009-2023
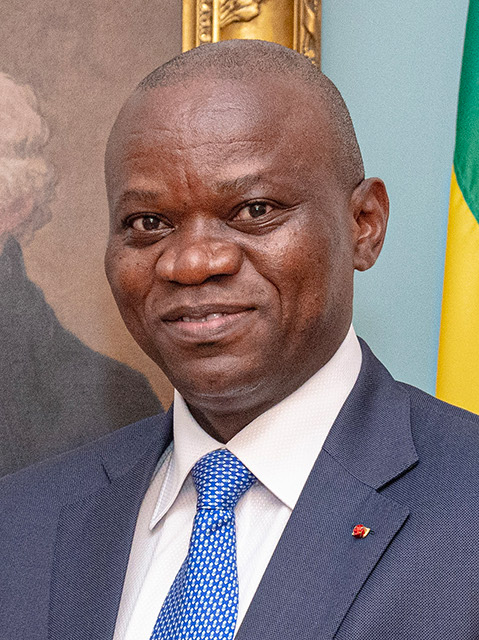
Brice Oligui Nguema 2023-présent

Gouvernance :

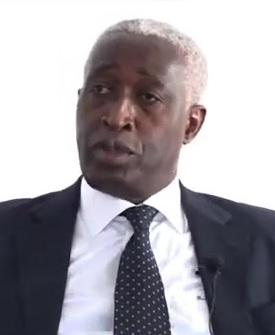
Raymond Ndong Sima 2012-2014 2023-présent
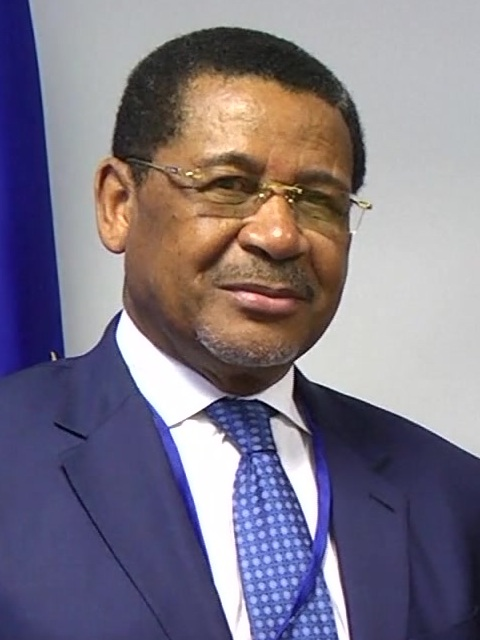
Daniel Ona Ondo 2014-2016
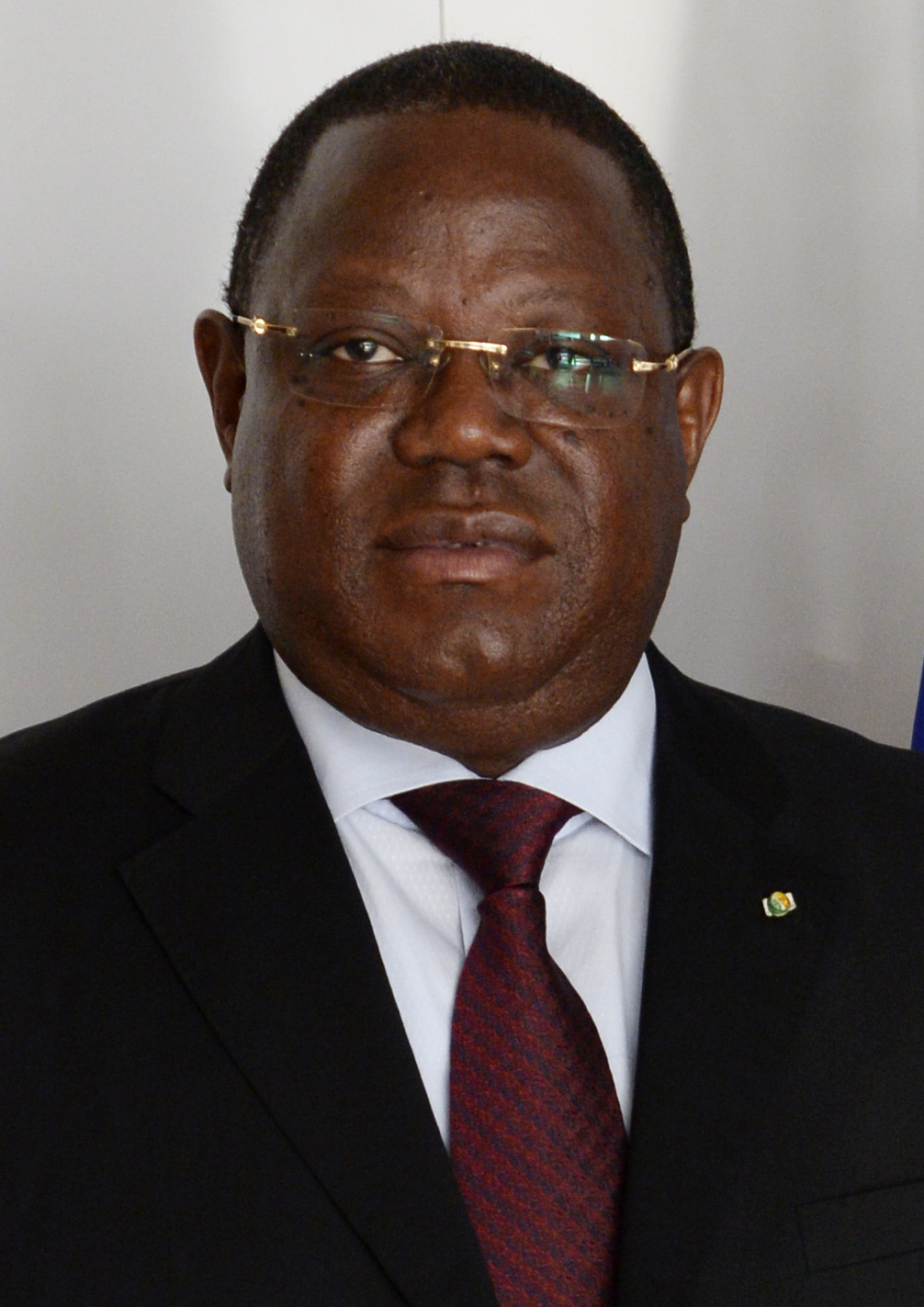
Emmanuel Issoze Ngondet 2016-2019
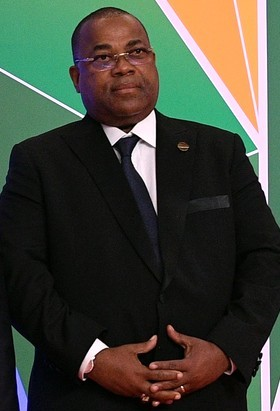
Julien Nkoghe Bekalé 2019-2020
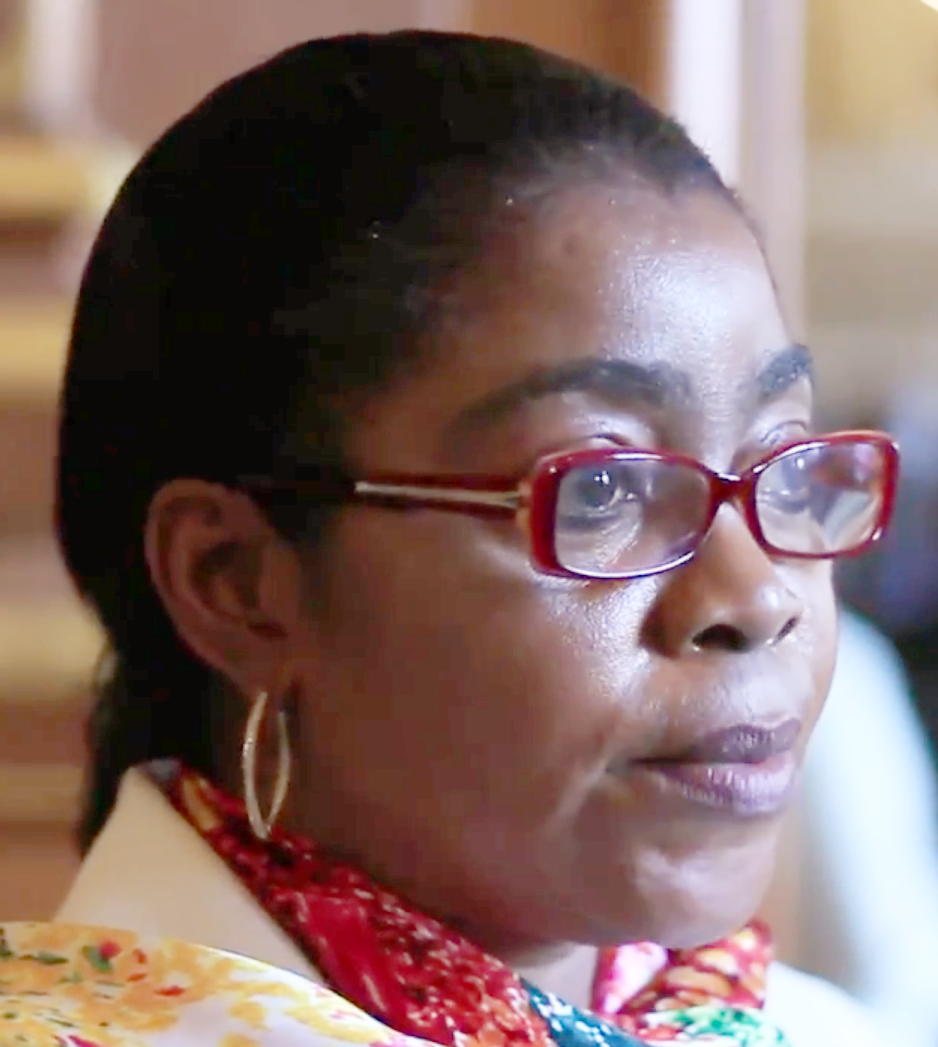
Rose Christiane Ossouka Raponda 2020-2023

#### Gabon précolonial
- Pygmées, peuple chasseur-cueilleur (chasseurs-cueilleurs en Afrique)
- Bantous, Expansion bantoue (depuis -2000 AEC)
- Groupes ethniques au Gabon, langues au Gabon
- Royaume du Kongo (1390-1914)
- 1472 : arrivée de navigateurs portugais, João de Santarém et Pedro Escobar ; 1473 : Lopo Gonçalves, premier navigateur à passer le Cap Lopez et à voir la ville de Port-Gentil
- Royaume de Loango (1550c-1883), Loango (république du Congo), ancien port d'embarquement des esclaves de Loango
- Royaume Orungu (1700c-1827)
- Royaume Mpongwe, Denis Rapontchombo (1780c-1876), roi Mpongwe
- Divers royaumes et chefferies
- Esclavage en Afrique (pré-européen)
- Commerce des esclaves, traites négrières, commerce triangulaire
- Exploration européenne de l'Afrique

#### Période coloniale
- 1839 : premier accord local du roi Denis pour une installation française, puis accord de Louis Ré-Dowé pour le site de |Libreville (1843) et de commerce avec Roi Glass (1844)
- 1839-1886 : partie de la Division navale de l'Ouest des côtes de l'Afrique
- 1853-1866 : partie de la Colonie de Gorée et Dépendances, puis des Établissements français de la Côte de l'Or et du Gabon
- 1866-1910 : partie du Congo français
- Révolte Mitsogo (1903-1908), parmi d'autres résistances contre le système colonial
- Colonie du Gabon (1906-1960), liste des administrateurs coloniaux au Gabon
- Afrique-Équatoriale française (1910-1958), liste des dirigeants de l'Afrique-Équatoriale française
- Campagne du Gabon (1940)
- 1946-1959 : Territoire d'outre-mer (France)
- 1958-1960 : République gabonaise (Communauté française), Communauté française (Cinquième République)
- 1956 : premier puits de pétrole

#### Gabon indépendant
- États unis de l'Afrique latine (1957-1959, projet avorté)
- Union des républiques d'Afrique centrale (1960, projet avorté)
- Communauté économique des États de l'Afrique centrale (1983)
- Néocolonialisme, Françafrique, Russafrique, Chinafrique, Relations sino-africaines
- Politique au Gabon
- Liste des présidents de la République gabonaise, Vice-président de la République gabonaise, liste des Premiers ministres du Gabon